# Vilgot Sjöman
David Harald Vilgot Sjöman, född 2 december 1924 i Maria Magdalena församling i Stockholm, död 9 april 2006 i Stockholm, var en svensk författare och filmregissör.

## Biografi

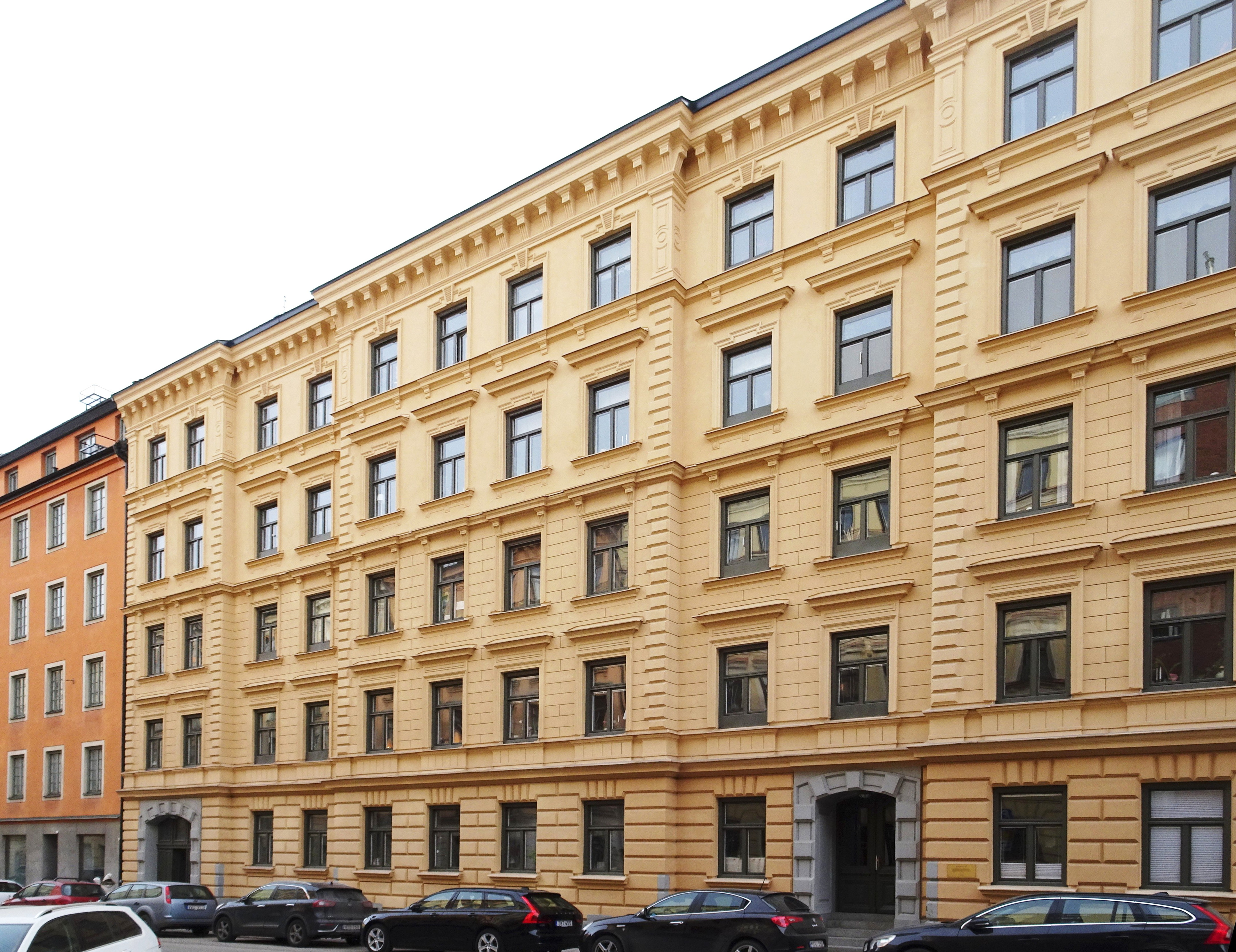
Maria Prästgårdsgata nr 19, Sjömans barndomshem.

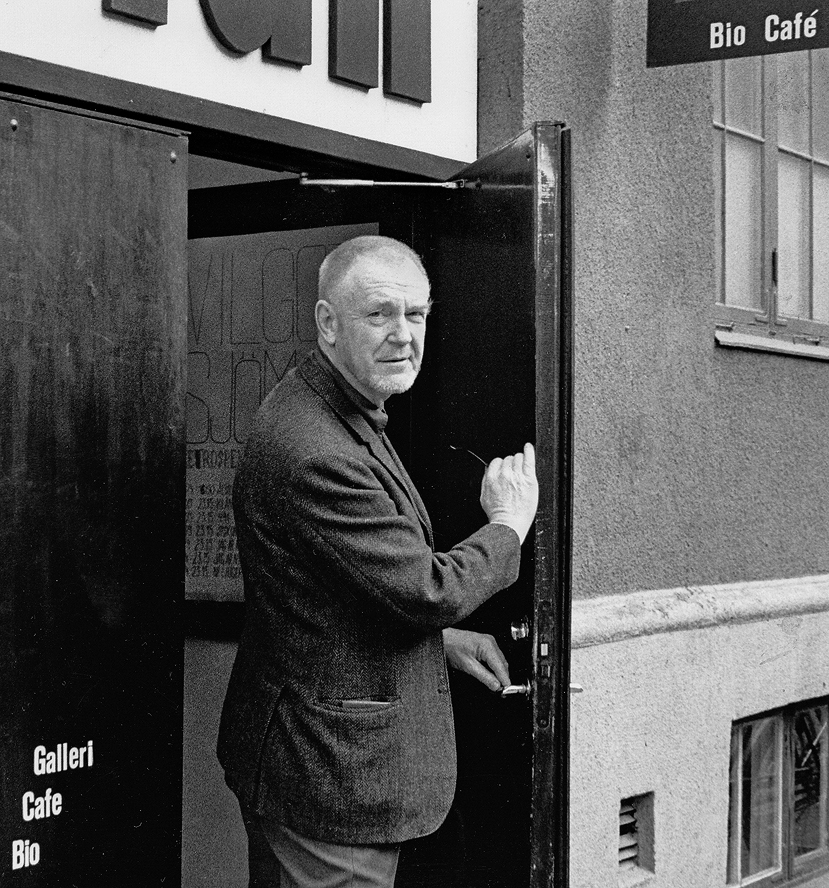
Vilgot Sjöman berättade om sina filmer som visades under en vecka på Folkets Bio Malmö 1987.

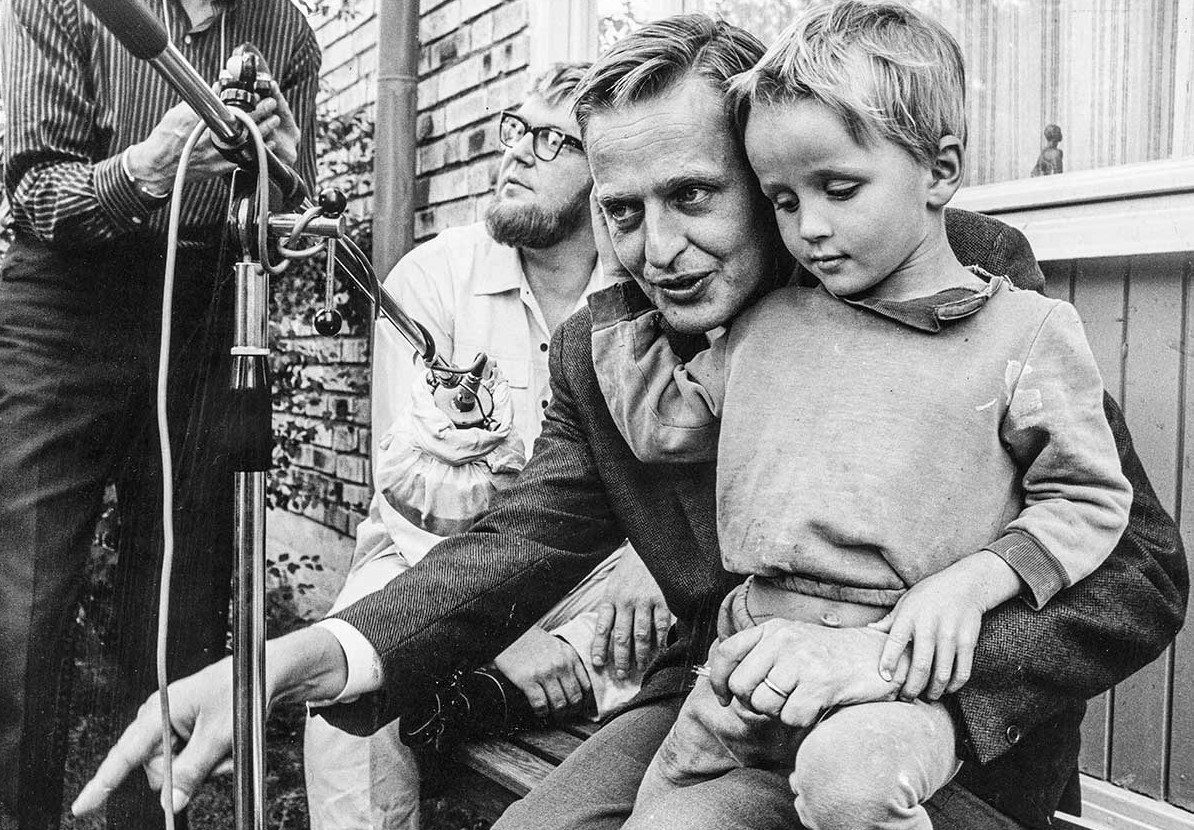
Vilgot Sjöman besöker Olof Palme i hans radhus i Vällingby 1967 för en intervju om klassamhället till filmen Jag är nyfiken gul. Mårten Palme i pappas knä.

Vilgot Sjöman var son till byggnadsarbetaren Anders Victor Sjöman (1884-1972) och Amanda Olivia Pettersson (1886-1953) och växte upp på Södermalm på Maria Prästgårdsgata nr 19 (fastigheten Fatbursbrunnen 3), minnesplakett finns på fasaden, i Stockholm. Han hade sina rötter i Rumskulla.
Han tog studentexamen 1945 (där hans studentuppsats avhandlade Gustaf frödings dikt En fattig munk från Skara) och studerade därefter vid Stockholms högskola.  
Han romandebuterade 1948 med Lektorn som senare skulle bli filmen Trots i regi av Gustaf Molander. Romanen skildrar ålderskrisen hos en far, lektor Uno Törner, och pubertetskrisen hos dennes son, gymnasisten Rolf. 1955 fick han ett stipendium för att studera film på UCLA i Kalifornien. Hans långfilmsdebut var Älskarinnan från 1961 med Bibi Andersson i huvudrollen som befinner sig i ett invecklat triangeldrama. 
I början av 1960-talet sällskapade Sjöman med Monica Zetterlund, något som skildrats av manusförfattaren Peter Birro i filmen Monica Z, och även av personerna själva själva i sina respektive memoarer (Sjöman i Äntligen rebell : Mitt personregister, urval 01 (Natur & Kultur, 2001) och Zetterlund i "Hågkomster ur ett dåligt minne" (Norstedts, 1991) . 
1963 arbetade han på filminspelningen av Nattvardsgästerna av Ingmar Bergman. Samtidigt skrev han reportageboken L 136: Dagbok med Ingmar Bergman som senare skulle bli till en TV-dokumentär som hette Ingmar Bergman gör en film. 1964 kom hans filmatisering av Lars Görlings roman, 491 att bli skandalomsusad då den statliga filmcensuren klippte bort ett antal scener, bland annat en tidelagsscen. Filmen har formen av ett reportage, som följer sex unga värstingar som utsätts för ett socialt experiment. Samma år släpps också hans filmatisering av Ulla Isakssons roman Klänningen, som handlar om en störd mor-dotter-relation. Filmen fullkomligt sågas av kritikerna. Två år senare, 1966, är det premiär för Syskonbädd 1782, som handlar om ett syskonpar, spelade av Bibi Andersson och Per Oscarsson, inbegripna i ett incestuöst förhållande.
År 1967 kom filmen Jag är nyfiken - gul och året därpå Jag är nyfiken - blå. Med dessa filmer tänjde Vilgot Sjöman på gränserna för vad som då kunde visas på film. Filmen var mycket politisk och granskade det samtida svenska samhället ur ett kritiskt vänsterperspektiv, men det var nakenscenerna mellan Lena Nyman och Börje Ahlstedt som blev mest kontroversiella och "skandalomsusade". Sjöman valde nämligen att realistiskt skildra ett kärleksförhållande mellan en man och en kvinna. Många har dock menat att det var just blandningen av nakenhet, de rättframt skildrade sexscenerna och de starka politiska ställningstagandena som var så kontroversiella och inte nakenheten i sig. De starka reaktionerna är en tydlig illustration av dåtidens tabun. Exempelvis blev Lena Nyman i det närmaste trakasserad av bland annat media efter att filmen hade haft premiär. Filmen gjorde Sjöman internationellt känd och den amerikanske distributören kom att använda sig av filmen i kampen mot den amerikanska filmcensuren. Norman Mailer ska ha konstaterat att det var "en av de viktigaste filmer jag har sett i hela mitt liv".
Mellan åren 1969 och 1977 gjorde Sjöman sex filmer och 1974 fick han en Guldbagge för filmen En handfull kärlek med Anita Ekström i huvudrollen. 
1979 påbörjade han sin självbiografiska romansvit i fyra delar om Linus. Den första delen blev samma år till filmen Linus eller Tegelhusets hemlighet. 1981 var det premiär för filmen Jag rodnar som spelades in på Filippinerna och där bland annat skådespelaren Larry Hagman spelade rollen som sig själv.
1995 kom Sjömans sista film som var kostymdramat Alfred som handlade om Alfred Nobel som spelades av Sven Wollter. Filmen, som bland annat sponsrades av Volvo, fick usel kritik och filmbesökarna uteblev.
1997 gav han ut första delen av memoarverket Mitt personregister, som följdes av ytterligare två memoardelar med samma namn. 2004 publicerades den fjärde och avslutande memoardelen Facit till mina böcker och filmer, där han bland annat tar upp de viktiga kvinnliga nyckelpersonerna i sitt liv. Många av de teman som togs upp i t.ex. Linus-sviten gavs här sin biografiska förklaring.
Vid sidan av sin film- och författarkarriär var han teaterrecensent i bland annat Vi och Dagens Nyheter 1948-1961. Mellan åren 1955 och 1960 var han gift med Kristina Hasselgren.
Sjöman kom att samarbeta med flera av 1900-talets stora svenska skådespelare, som Bibi Andersson, Lena Nyman, Solveig Ternström, Per Myrberg, Jarl Kulle, Per Oscarsson, Gunnar Björnstrand, Kjell Bergqvist, Börje Ahlstedt, Ernst-Hugo Järegård och Sven Wollter. Under 1960-talet samarbetade han även tätt med Harry Schein, som bidrog till att Sjömans filmer fick finansiering och internationell lansering. 
Tillsammans med Claes Eriksson anmälde Sjöman TV4 till Granskningsnämnden för att kanalen visade deras filmer med reklamavbrott. För kampen mot reklamavbrott i långfilmer belönades han med Ingmar Bergman-priset 2003. Då Granskningsnämnden dömde emot Sjöman/Eriksson tog filmmakarna, med stöd av upphovsrättsorganisationen KLYS, frågan till tingsrätten. Tingsrätten dömde till upphovsrättsinnehavarnas fördel, men TV4 överklagade till hovrätten. Hovrätten gav de båda regissörerna rätt i ett domslut den 12 april 2006, endast tre dagar efter Sjömans död. TV4 överklagade domen igen, nu till Högsta domstolen, som den 18 mars 2008 fastställde hovrättens domslut (NJA 2008 s. 309).
Sjöman avled på Sankt Görans sjukhus den 9 april 2006 i sviterna av en hjärnblödning. Han efterlämnade frun Lotta (gifta sedan 1969) och tre barn.
2013 porträtterades han av Oskar Thunberg i filmen Monica Z och 2018 av Henrik Dorsin i filmen Långfilm 136.

## Filmografi
- 1952 – Trots (filmmanus)
- 1958 – Lek på regnbågen (filmmanus)
- 1962 – Älskarinnan
- 1964 – Klänningen
- 1964 – 491
- 1965 – Negressen i skåpet (kortfilm)
- 1966 – Syskonbädd 1782
- 1967 – Jag är nyfiken – gul
- 1968 – Jag är nyfiken – blå
- 1969 – Ni ljuger
- 1969 – Resa med far (kortfilm)
- 1970 – Lyckliga skitar
- 1971 – Troll (regi, manus, roll)
- 1972 – Bröderna Karlsson
- 1972 – Älskade Jeanette MacDonald! (kortfilm)
- 1974 – En handfull kärlek
- 1975 – Siesta Samba (filmmanus)
- 1975 – Garaget
- 1977 – Tabu
- 1979 – Linus eller Tegelhusets hemlighet
- 1979 – Brevet till Lotta (kortfilm)
- 1980 – Lekhagen (kortfilm)
- 1981 – Jag rodnar
- 1984 – Hur ska det gå för Pettersson? (TV-teater)
- 1987 – Malacca
- 1988 – En pige kikker i et vindue
- 1988 – Oskuld och sopor
- 1989 – Fallgropen
- 1989 – En ros till Ingemar (kortfilm)
- 1990 – Mannen i buren (kortfilm)
- 1991 – Självporträtt 92
- 1995 – Alfred

## Teater

### Roller (ej komplett)
| År   | Roll    | Produktion                                | Regi           | Teater                   |
| ---- | ------- | ----------------------------------------- | -------------- | ------------------------ |
| 1942 | Theseus | En midsommarnattsdröm William Shakespeare | Ingmar Bergman | Stockholms studentteater |

## Priser och utmärkelser
- 1948 – Svenska Dagbladets litteraturpris
- 1952 – Boklotteriets stipendiat
- 1953 – Sigtunastiftelsens författarstipendium
- 1955 – Tidningen Vi:s litteraturpris
- 1959 – Tidningen Vi:s litteraturpris
- 1974 – Guldbagge för filmen En handfull kärlek
- 1974 – Svenska Filmkritikerförbundets pris för En handfull kärlek
- 1983 – Bernspriset
- 2003 – Ingmar Bergman-priset